# Suixi, Huaibei
Suixi, tidigare romaniserat Suikikow, är ett härad i Huaibeis stad på prefekturnivå i provinsen Anhui i östra Kina.
Suixi är indelat i elva köpingar och en administrativ enhet på sockennivå.
Köpingar (zhen):

- Baishan (百善镇)
- Hancun (韩村镇)
- Linhuan (临涣镇)
- Liuqiao (刘桥镇)
- Nanping (南坪镇)
- Shuangduiji (双堆集镇)
- Sipu (四铺镇)
- Suixi (濉溪镇)
- Sunding (孙町镇)
- Tiefo (铁佛镇)
- Wugou (五沟镇)

Områden på sockennivå:
- Suixixian Jingji Kaifaqu ekonomisk utvecklingszon (濉溪县经济开发区)